# Theodor Fontane Bibliographie
Die Theodor Fontane Bibliographie ist ein Werk von Wolfgang Rasch aus dem Jahr 2006. Es enthält Angaben zu sämtlichen bekannten Veröffentlichungen von und über Theodor Fontane. Die Bibliographie wurde von Rasch zwischen 1999 und 2005 im Theodor-Fontane-Archiv Potsdam erarbeitet und zunächst als Allegro-C-Datenbank angelegt. Aus den knapp über 14.000 Datensätzen machte Rasch 2006 eine Buchausgabe.

## Beschreibung
Im ersten Band sind über 2600 Textveröffentlichungen Fontanes zu Lebzeiten, meist aus Zeitungen, Zeitschriften, Sammelwerken und Privatdrucken angegeben, darunter 300 bisher nicht bekannte Texte, dazu etwa 3000 spätere Veröffentlichungen. Im zweiten und dritten Band sind etwa 8500 Werke und Aufsätze über Leben, Werk und Wirkungsgeschichte des bekannten brandenburgischen Dichters aufgeführt.
Es ist die erste, Vollständigkeit anstrebende Bibliographie zu Fontane. Wolfgang Rasch setzt seit 2017 die Bibliographie im Auftrag des Theodor-Fontane-Archivs fort. Seit 2019 gibt es auch eine Online-Version.

## Kapitel

### Primärliteratur
- 1 Gesamtausgaben
- 2 Auswahlausgaben (Ausgewählte Werke)
- 3 Selbständig erschienene Werke von 1850 bis 1898
- 4 Editionen aus dem Nachlaß
- 5 Postume Auflagen und Neuausgaben von Einzelwerken
  - 5/1 Gedichte und Balladen
  - 5/2 Reisewerke
  - 5/3 Wanderungen durch die Mark Brandenburg
  - 5/4 Kriegsgeschichtliche Werke
  - 5/5 Vor dem Sturm
  - 5/6 Grete Minde
  - 5/7 Ellernklipp
  - 5/8 L’Adultera
  - 5/9 Schach von Wuthenow
  - 5/10 Graf Petöfy
  - 5/11 Unterm Birnbaum
  - 5/12 Cécile
  - 5/13 Irrungen, Wirrungen
  - 5/14 Stine
  - 5/15 Quitt
  - 5/16 Unwiederbringlich
  - 5/17 Frau Jenny Treibel
  - 5/18 Effi Briest
  - 5/19 Die Poggenpuhls
  - 5/20 Der Stechlin
  - 5/21 Mathilde Möhring – Von vor und nach der Reise – Kleinere Erzählwerke
  - 5/22 Sammel- und Auswahlausgaben von Romanen und Erzählungen
  - 5/23 Autobiographische und biographische Werke
  - 5/24 Sammlungen von theater- und literaturkritischen Werken, journalistischen Arbeiten und Feuilletons
  - 5/25 Kinder- und Jugendbücher

- 6 Teilsammlungen (Werkauszüge)
- 7 Veröffentlichungen in Zeitschriften und Zeitungen von 1839 bis 1898
- 8 Postume Veröffentlichungen in Zeitschriften und Zeitungen (Auswahl)
- 9 Veröffentlichungen in Sammelwerken von 1842 bis 1898
  - 9/1 Beiträge in Anthologien und anderen Sammelwerken sowie in Werken anderer Autoren (1842 bis 1898)
  - 9/2 Beiträge in Schullesebüchern (1857 bis 1898)
- 10 Postume Veröffentlichungen in Anthologien und anderen Sammelwerken (Auswahl)
- 11 Von Fontane herausgegebene und bearbeitete Werke
- 12 Übersetzungen Fontanes
- 13 Privat- und Einblattdrucke von 1850 bis 1898
- 14 Privatdrucke und bibliophile Editionen seit 1899
- 15 Übersetzungen der Werke Fontanes
- 16 Briefe von und an Fontane
  - 16/1 Buchausgaben der Briefe
  - 16/2 Unselbständig erschienene Briefe
- 17 Werke auf Tonträgern (Schallplatten, Hörbücher, MCs, CDs)
- 18 Digitale Editionen

### Sekundärliteratur
- 19 Allgemeine Hilfsmittel der Fontaneforschung
  - 19/1 Bibliographien, Verzeichnisse, Kataloge
  - 19/2 Fontane-Handbücher, orientierende Einführungen in Leben und Werk, Forschungsberichte
  - 19/3 Chroniken
  - 19/4 Periodika
- 20 Gesamtdarstellungen von Leben und Werk
  - 20/1 Biographien, Monographien und Sammelbände über Fontane
  - 20/2 Lexika und andere Nachschlagewerke (Auswahl)
  - 20/3 Literaturgeschichten und Epochendarstellungen (Auswahl)
  - 20/4 Aufsätze über Fontanes Leben und Werk in Zeitungen, Zeitschriften, Sammelbänden seit 1899
- 21 Zur Biographie
  - 21/1 Zeitgenössische Beiträge über Fontanes Leben und Wirken: Allgemeine Würdigungen, Korrespondenzen, Pressemeldungen, Reflexe auf unselbständige Veröffentlichungen, Vorträge und Ehrungen, Todesmeldung und Nekrologe (1855–1899)
  - 21/2 Fontanes Familie
  - 21/3 Fontanes Leben – biographische Einzelaspekte
  - 21/4 Erinnerungen an Fontane – Fontane in Anekdoten
  - 21/5 Fontanes Beziehung zu Freunden, persönliches Verhältnis zu Schriftstellerkollegen und Zeitgenossen
  - 21/6 Fontanes Mitgliedschaft in literarisch-politischen Vereinigungen und Beziehung zu anderen Vereinen
  - 21/7 Fontanes Persönlichkeit (Charakter, Lebensgewohnheiten, Krankheiten, Lebensphilosophie, Redensarten, Handschrift, Widmungen)
  - 21/8 Wohnorte und Wohnstätten
- 22 Zur künstlerischen Biographie Fontanes und zur literaturgeschichtlichen Charakteristik und Einordnung seines Werkes
  - 22/1 Allgemeines zu Fontanes Gesamtwerk, Dichtkunst, Stoffwahl, Arbeitsweise – Fontane im literarischen Leben seiner Zeit
  - 22/2 Fontanes Bildungsquellen, Lektüre, Bibliothek und literarische Leitbilder
  - 22/3 Fontanes ästhetische und literaturtheoretische Anschauungen (Poetik, Poetologie) und seine Haltung zum Schriftstellerberuf
  - 22/4 Fontanes Verhältnis zu literarischen Strömungen und Gruppierungen (Klassik, Romantik, Vormärz, Realismus, Naturalismus, Jahrhundertwende, Heimatkunstbewegung)
  - 22/5 Fontanes Verhältnis zu anderen Literaturen
  - 22/6 Fontanes Verhältnis zu anderen Autoren
  - 22/7 Fontanes Verhältnis zu Verlegern und Verlagen – buchkundliche Fragen
  - 22/8 Fontanes Schaffen in einzelnen Lebensabschnitten (der junge, der mittlere, der alte Fontane)
- 23 Zu Fontanes Weltbild und Lebensanschauung
  - 23/1 Allgemeines zu Fontanes Weltbild und Lebensanschauung – Verhältnis zur Philosophie
  - 23/2 Fontane und die Politik
  - 23/3 Fontanes Geschichtsverständnis, Fontane als Historiker
  - 23/4 Fontanes religiöse Anschauungen und sein Verhältnis zu den Kirchen
  - 23/5 Fontanes Verhältnis zum Judentum und zum Antisemitismus
  - 23/6 Fontane und das Militär
  - 23/7 Gesellschaft und Gesellschaftskritik bei Fontane, sein Verhältnis zu einzelnen sozialen Gruppen (Adel, Bürgertum, Proletariat)
  - 23/8 Frauenbild, Sexualität, Genderfragen
  - 23/9 Fontanes Verhältnis zur Natur, Naturwissenschaft, Technik, Verkehr und Umwelt
  - 23/10 Fontanes Beziehung zur Musik und zum Tanz
- 24 Fontanes Verhältnis zu Ländern, Regionen, Orten – Fontanes Reisen
  - 24/1 Berlin, Mark Brandenburg, Preußen
  - 24/2 Deutschsprachiger Kulturraum
  - 24/3 Großbritannien
  - 24/4 Frankreich
  - 24/5 Weitere Länder (Dänemark, Irland, Island, Italien, Niederlande, Polen, Russland, Schweiz, Türkei, Ungarn)
  - 24/6 Fontane und das Reisen (Reisekultur)
- 25 Zur Überlieferungs- und Editionsgeschichte
  - 25/1 Zur Überlieferungsgeschichte (Nachlass, Auktionen, Fontane-Sammlungen)
  - 25/2 Zur Editionsgeschichte
  - 25/3 Editionsphilologische Überlegungen
- 26 Zu den Gesamt- und Auswahlausgaben, Nachlaß- und Teilsammlungen, digitalen Editionen, Hör- und Kinderbüchern (Rezensionen)
  - 26/1 Rezensionen der Gesamtausgaben – Gesamtausgaben im Vergleich
  - 26/2 Rezensionen von Auswahlausgaben
  - 26/3 Rezensionen von Sammelbänden aus dem Nachlass
  - 26/4 Rezensionen von Teilsammlungen (Werkauszüge, Brevier, Auslese)
  - 26/5 Rezensionen von Auswahl- und Gesamtausgaben der Romane und Erzählungen
  - 26/6 Rezensionen digitaler Editionen – Theodor Fontane multimedial
  - 26/7 Rezensionen von Schallplatten, Hörbüchern, CDs
  - 26/8 Rezensionen von Kinderbüchern
- 27 Zur Lyrik
  - 27/1 Rezensionen der Lyrikbände Fontanes
  - 27/2 Allgemeines zur Lyrik Fontanes und zu einzelnen Gedichte Fontanes
- 28 Zu den Reisewerken
  - 28/1 Rezensionen der Reisewerke Fontanes
  - 28/2 Allgemeines zu den Reisewerken
- 29 Zur Publizistik
  - 29/1 Der Journalist
    - 29/1.1 Fontane als Journalist und Feuilletonist
    - 29/1.2 Fontanes Verhältnis zu einzelnen Zeitungen und Zeitschriften
    - 29/1.3 Rezensionen von und Diskussion über Fontanes „Unechte Korrespondenzen“

  - 29/2 Der Theaterkritiker
    - 29/2.1 Allgemeines zu Fontane als Theaterkritiker
    - 29/2.2 Rezensionen der Ausgaben von Theaterkritiken

  - 29/3 Der Literaturkritiker
    - 29/3.1 Allgemeines zu Fontane als Literaturkritiker
    - 29/3.2 Rezensionen der Ausgaben literaturkritischer Arbeiten

  - 29/4 Der Kunstkritiker – Fontane und die bildende Kunst, Fontane und die Kunstgeschichte
- 30 Zu den „Wanderungen durch die Mark Brandenburg“
  - 30/1 Rezensionen der „Wanderungen“ und „Fünf Schlösser“
  - 30/2 Allgemeines zu den Wanderungen
- 31 Zu den kriegsgeschichtlichen Werken
  - 31/1 Rezensionen der Kriegsbücher
  - 31/2 Allgemeines zu den Kriegsbüchern – Fontane als Kriegshistoriker und Militärschriftsteller
- 32 Zum erzählerischen Werk
  - 32/1 Allgemeines zu Romanen und Erzählungen
  - 32/2 Zu einzelnen Roman- und Novellentypen (Berliner Roman, Gesellschaftsroman, historischer Roman, Zeitroman, Kriminalroman und -novelle)
  - 32/3 Zur Erzählweise und -technik Fontanes (Motive, Namensgebung, Figuren, Nebenfiguren, Landschaft, Raum, Rede, Rhetorik, Gespräch, Dialog, Causerie, Zitat, Allusion, Erzählanfang, Erzählschluss, Erzählstruktur, Bilder, Anekdote usw.)
  - 32/4 Sprache und Stil im erzählerischen Werk Fontanes (Fremdwort, Dialekt, Ausdruckskunst, Plaudern, Wortkunst, Fontane-Ton)
- 33 Zu einzelnen erzählerischen Werken
  - 33/1 Vor dem Sturm
    - 33/1.1 Rezensionen
    - 33/1.2 Untersuchungen und Darstellungen

  - 33/2 Grete Minde
    - 33/2.1 Rezensionen
    - 33/2.2 Untersuchungen und Darstellungen

  - 33/3 Ellernklipp
    - 33/3.1 Rezensionen
    - 33/3.2 Untersuchungen und Darstellungen

  - 33/4 L’Adultera
    - 33/4.1 Rezensionen
    - 33/4.2 Untersuchungen und Darstellungen

  - 33/5 Schach von Wuthenow
    - 33/5.1 Rezensionen
    - 33/5.2 Untersuchungen und Darstellungen

  - 33/6 Graf Petöfy
    - 33/6.1 Rezensionen
    - 33/6.2 Untersuchungen und Darstellungen

  - 33/7 Unterm Birnbaum
    - 33/7.1 Rezensionen
    - 33/7.2 Untersuchungen und Darstellungen

  - 33/8 Cécile
    - 33/8.1 Rezensionen
    - 33/8.2 Untersuchungen und Darstellungen

  - 33/9 Irrungen, Wirrungen
    - 33/9.1 Rezensionen
    - 33/9.2 Untersuchungen und Darstellungen

  - 33/10 Stine
    - 33/10.1 Rezensionen
    - 33/10.2 Untersuchungen und Darstellungen

  - 33/11 Quitt
    - 33/11.1 Rezensionen
    - 33/11.2 Untersuchungen und Darstellungen

  - 33/12 Unwiederbringlich
    - 33/12.1 Rezensionen
    - 33/12.2 Untersuchungen und Darstellungen

  - 33/13 Frau Jenny Treibel
    - 33/13.1 Rezensionen
    - 33/13.2 Untersuchungen und Darstellungen

  - 33/14 Effi Briest
    - 33/14.1 Rezensionen
    - 33/14.2 Untersuchungen und Darstellungen

  - 33/15 Die Poggenpuhls
    - 33/15.1 Rezensionen
    - 33/15.2 Untersuchungen und Darstellungen

  - 33/16 Der Stechlin
    - 33/16.1 Rezensionen
    - 33/16.2 Untersuchungen und Darstellungen

  - 33/17 Von vor und nach der Reise – Frühe Erzählungen (Zwei Poststationen, Geschichten-Buch)
    - 33/17.1 Rezensionen
    - 33/17.2 Untersuchungen und Darstellungen

  - 33/18 Mathilde Möhring – Nachgelassene Erzählfragmente und Entwürfe (Allerlei Glück, Der Brose-Roman, Die Likedeeler, L.P.-Novelle, Oceane von Parceval, Die preußische Idee, Sidonie von Borcke, Storch von Adebar)
    - 33/18.1 Rezensionen
    - 33/18.2 Untersuchungen und Darstellungen
- 34 Zum autobiographischen Werk
  - 34/1 Rezensionen der autobiographischen Werke
  - 34/2 Allgemeines zu Fontanes autobiographischem Werk – Autobiographisches in anderen Werken Fontanes
  - 34/3 Zu einzelnen autobiographischen Werken
- 35 Zum biographischen Werk
  - 35/1 Rezensionen der biographischen Werke
  - 35/2 Allgemeines zu Fontanes biographischem Werk
- 36 Zum dramatischen Werk
- 37 Fontane als Herausgeber, Bearbeiter und Übersetzer
  - 37/1 Rezensionen der von Fontane herausgegebenen und bearbeiteten Werke (Deutsches Dichter-Album, Argo, Denkmal Albrecht Thaer’s zu Berlin, Wilhelm von Merckel: Kleine Studien, Wilhelm Camphausen: Vaterländische Reiterbilder, Balduin Möllhausen: Der Leuchtturm)
  - 37/2 Allgemeines zu Fontane als Herausgeber und Bearbeiter
  - 37/3 Fontane als Übersetzer, über Fontanes Nachdichtungen
- 38 Zum Briefwerk
  - 38/1 Rezensionen der Briefausgaben
  - 38/2 Allgemeines zu Fontanes Briefwerk und Briefausgaben – Fontane als Epistograph
  - 38/3 Zu einzelnen Briefwechseln oder Briefen
- 39 Zu den Tage- und Notizbüchern
- 40 Zur Fontane-Rezeption und ihrer Geschichte
  - 40/1 Allgemeines zur Rezeptionsgeschichte
  - 40/2 Fontane-Rezeption im deutschsprachigen Kulturraum
  - 40/3 Fontane-Rezeption im Ausland
    - 40/3.1 Allgemeines
    - 40/3.2 Zu Übersetzungen von Werken Fontanes in andere Sprachen – Rezensionen übersetzter Werke

  - 40/4 Fontane-Rezeption einzelner Persönlichkeiten
  - 40/5 Fontane-Rezeption in der Schule – Didaktisches – Unterrichtshilfen (Lehrmittel, Schulausgaben)
  - 40/6 Wandern und reisen auf Fontanes Spuren
  - 40/7 Bücher mit gedruckten Widmungen für Fontane
- 41 Zur Wirkungsgeschichte (I) – Fontane und sein Schaffen in künstlerischen Werken anderer
  - 41/1 Allgemeines
  - 41/2 Fontane und sein Schaffen im literarischen Werk anderer
    - 41/2.1 Werke einzelner Autoren
    - 41/2.2 Zu Fontane im literarischen Werk anderer – Fontanes Einfluss auf und Vergleich mit späteren Autoren

  - 41/3 Gedichte an, über und nach Fontane
  - 41/4 Vertonungen von Gedichten und Balladen Fontanes
    - 41/4.1 Noten
    - 41/4.2 Über Vertonungen und Komponisten

  - 41/5 Dramatisierungen von Werken Fontanes
    - 41/5.1 Bühnenbearbeitungen
    - 41/5.2 Zu Bühnenbearbeitungen und szenischen Lesungen

  - 41/6 Verfilmungen von Werken Fontanes
    - 41/6.1 Filme nach Romanen und anderen Werken Fontanes – Videokassetten, DVDs
    - 41/6.2 Zu einzelnen Filmen und Verfilmungen – Fontane im Kino, Fernsehen, Internet

  - 41/7 Hörspiele nach Werken Fontanes
    - 41/7.1 Hörspiele
    - 41/7.2 Zu einzelnen Hörspielen

  - 41/8 Darstellungen der bildenden Kunst – Fontane im Bild – Porträts, Skulpturen und andere künstlerische Schöpfungen – Illustrationen von Werken Fontanes
- 42 Zur Wirkungsgeschichte (II) – Jahrestage, Veranstaltungen, Ausstellungen, Denkmäler und Gedenkstätten, Fontane auf Münzen und Briefmarken und als Namensgeber, Gruppierungen und Gesellschaften, Fontane-Preise
  - 42/1 Jahrestage (Geburtstag, Todestag)
  - 42/2 Veranstaltungen (Vorträge, Feierstunden, Lesungen, Festivals)
  - 42/3 Ausstellungen
  - 42/4 Fontanestätten (Grab, Denkmäler, museale Erinnerungsstätten, Gedenktafeln)
  - 42/5 Fontane als Namensgeber (Straßen, Plätze, öffentliche Gebäude, sonstige Objekte, Gegenstände, Projekte) – Fontane auf Münzen und Briefmarken – Fontanes Name als Patent – Marktverwertung des Namens als Patent – Verwendung von Fontane-Zitaten im öffentlichen Raum
  - 42/6 Fontane-Gesellschaft, Fontane-Vereinigungen
  - 42/7 Fontane-Preise, Auszeichnungen (Fontane-Plakette)
- 43 Zur Fontaneforschung

## Ausgaben
- Wolfgang Rasch: Theodor Fontane Bibliographie. Werk und Forschung. In Verbindung mit der Humboldt-Universität zu Berlin und dem Theodor-Fontane-Archiv Potsdam herausgegeben von Ernst Osterkamp und Hanna Delf von Wolzogen. 3 Bände. Walter de Gruyter Berlin New York 2006. 2747 Seiten. Auszüge
- Theodor Fontane Bibliographie Online